# Кадињано (Бреша)
Кадињано (итал. Cadignano) је насеље у Италији у округу Бреша, региону Ломбардија.
Према процени из 2011. у насељу је живело 947 становника. Насеље се налази на надморској висини од 64 м.